# فرودگاه بین‌المللی العین
فرودگاه بین‌المللی العین (عربی: مطار العین الدولی) یک فرودگاه در شهر العین، امارات متحده عربی است.
این فرودگاه در سال ۱۹۹۴ میلادی تأسیس شده و دارای یک باند آسفالت ۴٬۰۰۰ متری می‌باشد.

## شرکت‌های هواپیمایی و مقصدها

### مسافر
| شرکت‌های هواپیمایی           | مقصدهای پروازی                                     |
| --------------------------- | -------------------------------------------------- |
| ایر ایندیا اکسپرس           | فرودگاه بین‌المللی کالیکوت                          |
| شاهین ایر                   | فرودگاه بین‌المللی باچا خان                         |
| روتانا جت                   | فرودگاه بین‌المللی ابوظبی                           |
| هواپیمایی بین‌المللی اوکراین | چارتر: فرودگاه دابولیم, فرودگاه بین‌المللی بوریسپیل |

### بار
| شرکت‌های هواپیمایی | مقصدهای پروازی |
| ----------------- | --- |
| میدکس ایرلاینز    | فرودگاه بین‌المللی حیدر علی‌اف, فرودگاه بین‌المللی سووارنابومی, فرودگاه بین‌المللی باندرانیکی, فرودگاه بین‌المللی جناح, فرودگاه بین‌المللی اقبال لاهوری, فرودگاه بین‌المللی نینوی آکوئینو, فرودگاه پراگ رازیون |